# Звільніть сосок

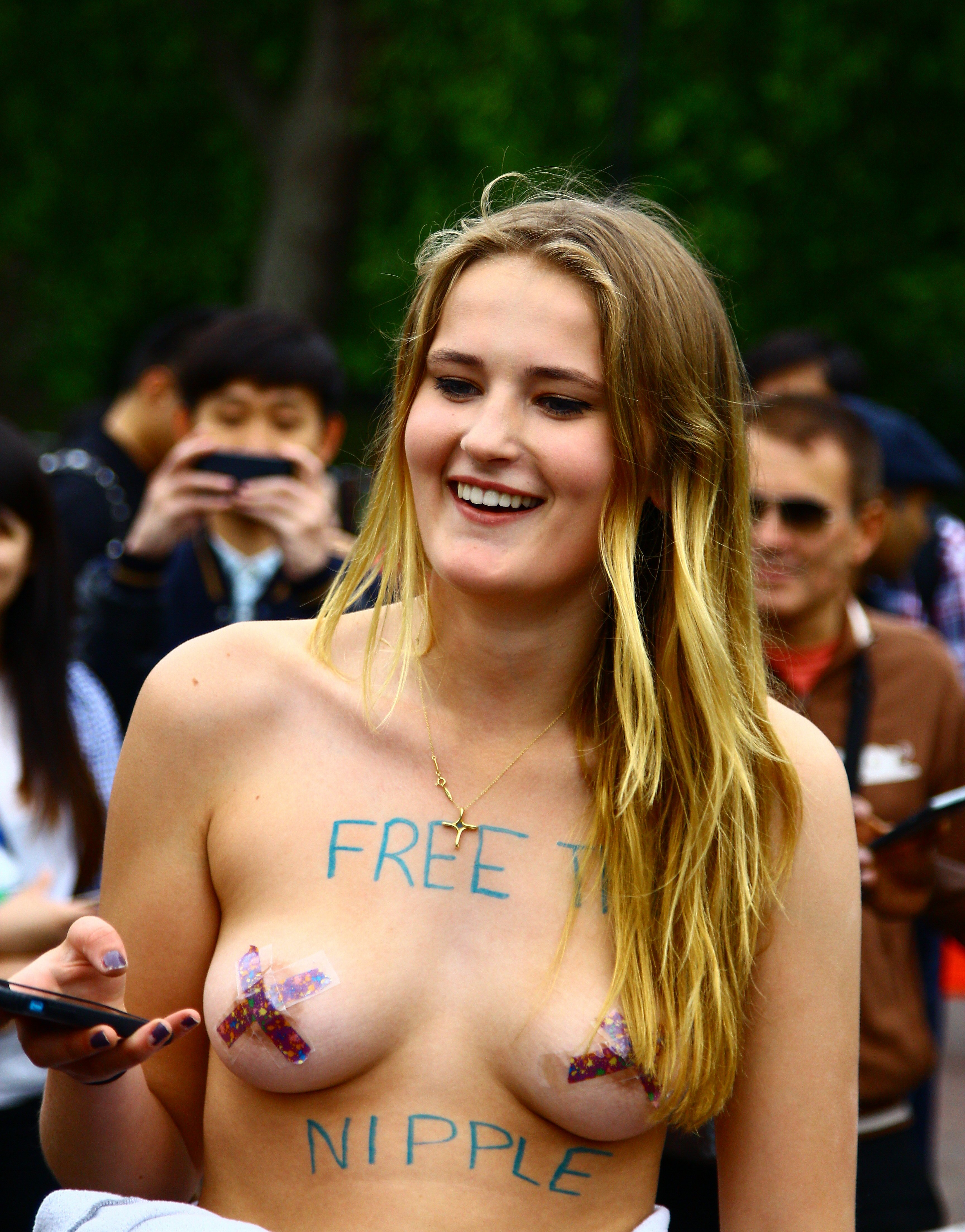
Учасниця кампанії на Всесвітньому голому велопробігу в Лондоні, червень 2015 року. Її соски прикриті хрестиками на клейкій стрічці, а на її тулубі написано «Free the Nipple».

Звільніть сосок (Free the Nipple) — кампанія свободи грудей, створена в 2012 році під час підготовки до зйомок однойменного фільму 2014 року. Кампанія підкреслює загальну умову дозволу чоловікам з'являтися на публіці з голим торсом, вважаючи те саме сексуальним або непристойним для жінок, і стверджує, що ця відмінність є несправедливим ставленням до жінок. Кампанія стверджує, що оголення сосків у громадських місцях для жінок має бути прийнятним з точки зору законодавства та культури.

## Історія
У 2012 році режисер Ліна Еско розпочала цю кампанію в Нью-Йорку. Вона створила документальний фільм про те, як вона біжить вулицями Нью-Йорка топлес. Під час зйомок документального фільму вона опублікувала тизери з хештегом #FreeTheNipple. У 2013 році Facebook видалив ці кліпи зі свого веб-сайту через порушення своїх інструкцій. У 2014 році кілька знаменитостей, таких як Майлі Сайрус, Лена Данем, Челсі Гендлер, Ріанна та Кріссі Тейген, щоб продемонструвати свою підтримку ініціативи Esco опублікували в соціальних мережах свої фотографії.
Двоє протестувальниць, Тієрнан Геброн і аспірантка UCSD Анні Ма були заарештовані за непристойне оголення поза межами кампанії сенатора Берні Сандерса 23 березня 2016 року. Вони виглядали топлес, за винятком шматочків стрічки на сосках, а на грудях були написані слова «Free the Nipple», «Equality» і «Feel the Bern». Офіцери поліції Лос-Анджелеса попросили їх прикрити груди, але дві жінки відмовилися і були заарештовані. Їх протримали 25 годин під вартою, але у жодних злочинах їх не звинуватили. Після звільнення Ма подав федеральний позов проти Департаменту поліції Лос-Анджелеса. Ма сказала, що її дії не були непристойними, оскільки молочні залози не є статевими органами, а призначені для годування дітей грудьми, і сказала, що, на її думку, вона жодного разу не показувала свої «статеві органи» чи «інтимні органи». Її адвокат стверджує, що вона ніколи не була «оголеною» і що каліфорнійський закон про непристойне оголення стосується лише статевих органів, а не грудей. У її позові також стверджувалося, що її конституційні права були порушені, що вона зазнала незаконної гендерної дискримінації та що були порушені федеральні закони про громадянські права. Вона була топлес на мітингу Берні Сандерса 19 березня 2016 року у Феніксі, штат Арізона, і її без жодних інцидентів відвели до задньої частини залу. 23 січня 2016 року Анні Ма, як активістка FEMEN, Карлі Мітчелл, Челсі Дукот і Марстон протестували під час акції «Хода за життя» в мерії Сан-Франциско та Громадському центрі.
Історично склалося так, що жінок інколи заарештовували або звинувачували в публічних непристойних діях, порушенні громадського порядку або непристойній поведінці за оголення грудей у громадських місцях, навіть у тих юрисдикціях, де не було закону, який прямо забороняє це робити. У штаті Нью-Йорк приблизно в 1990 році було легалізовано жіноче топлес, і коли в 2005 році там заарештували жінку за публічну появу топлес, суд виніс рішення на її користь, і пізніше вона отримала як компенсацію 29 000 доларів США.
У 2015 році кампанія привернула увагу в Ісландії після того, як студентка-підлітка опублікувала фото, на якому вона була топлес, і за це зазнала переслідувань. На підтримку студентки та її ініціативи на знак солідарності член парламенту Бйорт Олафсдоттір опублікувала своє фото топлес.

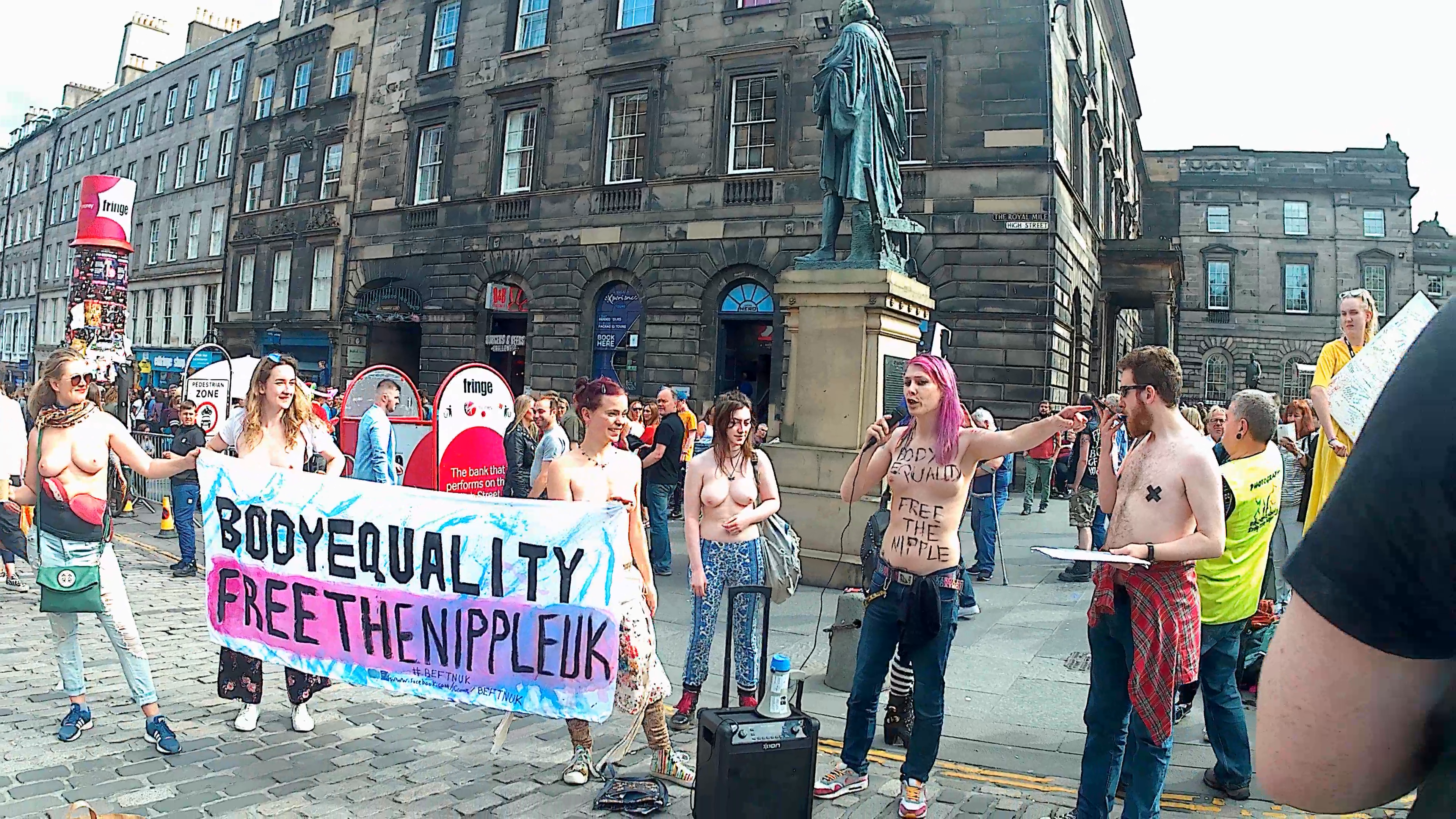
Протест «Звільніть сосок» на Единбурзькому фестивалі Fringe у 2017 році

Заходи «Звільніть сосок» проходили в Брайтоні, Англія, у 2016, 2017 і 2018 роках. Групу «Звільніть сосок» у Брайтоні очолюють Бі Ніколлс і Міккі Ф., обидві з Брайтона.
У 2017 році захід «Звільніть сосок» відбувся в Галлі, Англія, у день, який також відзначається як День рівності жінок та День топлесс, річниця Дев'ятнадцятої поправки до Конституції Сполучених Штатів у 1920 році, яка дала американським жінкам право голосу.
У 2017 році в Чарлстоні, Західна Вірджинія, також відбувся захід «Звільніть сосок».

## Судові справи
Різні судові справи в Сполучених Штатах стосувалися питання про те, чи можуть жінки публічно оголювати жіночі груди. Два приклади: Ері проти Папса А. і Барнс проти театру Глен. Це стосувалося постанов, які накладали обмеження на те, як жінкам було законно дозволено з'являтися на публіці, зосереджуючись на забороні будь-якого публічного показу жіночих грудей. Було подано позов «Звільнити соски проти міста Форт-Коллінз», який був спробою видалити положення в муніципальному кодексі Форт-Коллінза, штат Колорадо, яке забороняє жінкам відкривати свої груди. Федеральний позов було виграно в апеляційній інстанції. У вересні 2019 року, витративши понад 300 000 доларів, Форт-Коллінз вирішив припинити захист свого указу та скасувати його. Це фактично дало жінкам будь-якого віку право ходити топлес скрізь, де можуть чоловіки в юрисдикції 10-го округу (штати Вайомінг, Юта, Колорадо, Нью-Мексико, Канзас і Оклахома, включаючи всі їхні міста).
У США є два штати, де просто демонстрація жіночих грудей є незаконною: Індіана і Теннессі.

## Кампанія в соціальних мережах
Кожна велика платформа соціальних медіа має власні вказівки та політику щодо наготи та відкритих сосків. Facebook дозволяє публікувати фотографії сосків лише тоді, коли це «в контексті грудного вигодовування, пологів і після пологів, здоров'я (наприклад, після мастектомії, поінформованості про рак молочної залози або операції зі зміни статі) або дії протесту».
Instagram взагалі цензурує соски на жіночих тілах. Правила Instagram щодо оголеного тіла стверджують: «Ми знаємо, що бувають випадки, коли люди хочуть поділитися зображеннями оголеної натури, які мають художній або творчий характер, але з різних причин ми не дозволяємо публікувати оголену натуру в Instagram. Це стосується фотографій, відео та деякого цифрового контенту, що демонструє статевий акт, геніталії та крупним планом повністю оголені сідниці. Сюди також входять деякі фотографії жіночих сосків, але дозволені фотографії шрамів після мастектомії і жінок, які активно годують грудьми. Оголеність на фотографіях картин і скульптур також допускається». Це оновлення історичних правил спільноти Instagram, які містили неоднозначну фразу «не одягайся». Колишній генеральний директор Instagram Кевін Сістром сказав, що через правила Apple App Store кожна програма потребує вікового рейтингу. Якщо програма містить оголене тіло, вона має бути оцінена як 17+. Генеральний директор хотів би, щоб Instagram залишився на поточному рівні 12+, щоб залучити молодшу аудиторію.
Pinterest дозволяє художню та несексуальну наготу. Їх міркування про те, чому вони дозволяють зображення оголеного тіла та контент для дорослих, є «мистецтвом, безпечним статевим вихованням або пропагандою політичних протестів».
Інші соціальні медіа застосовують інші правила, і вони змінюються з часом. У 2014 році YouTube не мав спеціальної політики, яка б забороняла соски, але платформа не дозволяла відверто сексуальні матеріали. У Google+ була політика, яка забороняла показувати соски, якщо вони не зображені в мультфільмах. Flickr і Tumblr дозволяли користувачам контролювати, скільки оголеної натури вони хочуть бачити, але коли фільтрація була вимкнена, жодних обмежень не існувало. Twitter не встановлював жодних обмежень на жіночу наготу. У 2018 році Tumblr змінив свої правила, щоб заборонити «жіночі соски» та іншу наготу, хоча ці обмеження було пом'якшено в 2022 році. Google+ було закрито в 2019 році.
Тактика, яку взяли на озброєння активісти, — це використання хештегу #FreeTheNipple. Цей тег використовувався у Facebook, Instagram і Twitter, де його можна використовувати для пошуку в базах даних публікацій із таким самим тегом.
Деякі знаменитості висловили підтримку руху #FreeTheNipple у соціальних мережах, зокрема Майлі Сайрус, Ліна Данем, Дженніфер Еністон, Скаут Вілліс, Ріанна, Кара Делевінь, Наомі Кемпбелл і Флоренс П'ю. Майлі Сайрус сказала на Джиммі Kimmel Live, де вона розповіла про кампанію: «Соски, те, що не можна показувати, є у всіх. А от частину грудей, якої немає у всіх, можна показувати під грудьми. Я ніколи не розуміла, як це працює». Флоренс П'ю в інтерв'ю Vogue прокоментувала свою сукню на червоній доріжці та сказала: «Якщо я щаслива в ньому, то буду носити її. Звичайно, я не хочу ображати людей, але я думаю, що моя думка така: Як мої соски можуть вас так образити?»

## Кіно і телебачення
У 2014 році режисер Ліна Еско випустила свій американський повнометражний фільм «Звільніть сосок» . У центрі фільму — група молодих жінок, які виходять на вулиці Нью-Йорка, протестуючи проти правових і культурних табу щодо жіночих грудей за допомогою рекламних трюків, графіті та юристів Першої поправки. Після зйомок фільму в 2012 році Еско було важко отримати фільм у широкому прокаті, що спонукало її розпочати кампанію в грудні 2013 року.
У 106 серії «Жирний шрифт» головна героїня Кет бере участь у кампанії в соціальних мережах, порушуючи правила Instagram, публікуючи фотографії з чоловічими сосками, наклеєними на тіла жінок. Персонаж сказав, що звільнення соска — це не просто Instagram, а більше рівність.

## Впливові люди
У 2014 році публічно підтримала рух Майлі Сайрус, опублікувавши в Instagram фото, на якому зображена топлес. На фотографії показано коротке світле волосся Сайрус, вона тримає руку на грудях, оголюючи одну зі своїх грудей. Підпис містить #freethenipple. Фото було швидко позначено та видалено з Instagram. Незважаючи на відмову, Сайрус продовжувала публікувати фотографії в Інтернеті, включаючи фотографії вирізу її обличчя на оголених ляльках та інших жінках топлес. З 2014 року Сайрус розсунула межі цього руху, продовжуючи виражати себе через медіа, одяг і мову. У 2015 році Майлі Сайрус взяла участь популярному з 2003 року нічному шоу «Джиммі Кіммел наживо!» у відвертому топі. Коли вона сідала на інтерв'ю, Кіммел зробив зауваження щодо її вбрання, а потім підняв сорочку, щоб показати блискучі серцеві плями на її грудях. Кіммел сказав: «Тепер мені соромно», а потім неодноразово згадував, як співачка змусила його відчути себе схвильованим через тілесний контакт і коментарі. Він стверджував, що йому доводилося дивитися на її брови або головний убір, щоб не дивитися на її груди.
Скаут Вілліс, донька американського актора Брюса Вілліса, пішла топлес на шопінг у Нью-Йорку в 2014 році незабаром після видалення публікації Майлі Сайрус в Instagram. Після свого виходу Вілліс опублікувала фотографію в Twitter(X) із коментарем «Легально в Нью-Йорку, але не в @instagram». Після цього вона написала ще один коментар і прикріпила фотографію з написом: «Що @instagram не дозволить тобі побачити». Припускають, що прогулянка Вілліс топлес стала наслідком «антинудистської» політики Instagram, коли акаунт однієї матері тимчасово заблокували через фото, яке вона опублікувала, годуючи дитину грудьми.

## Бюстгальтер для сосків
Бюстгальтер для сосків Skims доповнює довгу лінійку одягу, який імітує або привертає увагу до грудей, створюючи більшу розмову про скромність і людське тіло. 31 жовтня 2023 року Кім Кардашьян у своїй компанії Skims, яка займається моделюванням одягу, одягу для відпочинку та нижньої білизни, випустила «The Ultimate Nipple Bra». Анонс про його реліз вона опублікувала буквально за кілька днів до цього в Instagram, де зустріла багато різних реакцій. Незважаючи на думку користувачів Instagram, бюстгальтер для сосків був розпроданий менш ніж за місяць після того, як він був у продажу.
Щоб бути повністю обізнаними щодо бюстгальтера Nipple Bra та його зв'язку з рухом Free The Nipple, ми повинні зрозуміти, чому він був виготовлений/придбаний. За The Washington Post, покупцям сподобалося те, що бюстгальтер здатний «що він збільшує бюст так, що ви виглядаєте так, ніби надягаєте футболку на незайману збільшену грудь або „ідеалізовану“ пару натуральних грудей» (Tashjian R).
Вірусне гасло «Звільніть сосок» об'єднало митців, активістів і правозахисників у всьому світі, підкреслюючи подвійні стандарти, з якими багато людей стикаються в повсякденному житті, і те, як суспільство може надмірно сексуально посилити жінок. Загалом, він прагне до того, щоб жінки носили те, що вони хочуть, а також щоб їх не засуджували чи не сексуально ставили до них за те, що вони не носять бюстгальтер або не прикривають грудей. Бюстгальтер Nipple Bra можуть використовувати люди, які хотіли б зробити внесок у рух «Звільніть сосок», але не мають для цього засобів (люди з мастектомією або іншими фізичними проблемами).

## Дрес-коди
Концепція дрес-коду в школі знайома більшості з початкової школи до корпоративної робочої сили. Основа дрес-коду починається з того, що вчитель/працівник закладу/колега помічає заборонений одяг і розглядає це як порушення. Постраждала особа залишає урок/роботу, щоб поговорити з нею, і часто прикривається іншим одягом, який їй не належить. Деякі поширені обмеження щодо дрес-коду, націлені на молодих дівчат, такі: заборона коротких топів, шортів, суконь або спідниць вище кінчиків пальців, заборона спагетті чи топів із відкритими плечима, відсутність легінсів, обов'язкових бюстгальтерів і прикриваючих бретелей. Це лише пара регулярних обмежень, які застосовуються до тіл дівчат.
Рух «Звільніть сосок» кидає виклик подвійним стандартам у суспільних нормах, одночасно виступаючи за гендерну рівність через дрес-код. Ці правила часто дозволяють чоловікам ходити без сорочки або принаймні носити сорочку без нижньої білизни, тоді як жінкам часто забороняється відвідувати школу без дотримання цих правил. Він спрямований на однакове ставлення до дрес-коду чоловіків і жінок. Це сприяє сприйняттю себе та суспільству, щоб кинути виклик стигмі навколо жіночих тіл, які сексуалізуються. Наприклад, політика дрес-коду з довідника Glenbrook South High School стверджує, що належний дрес-код «сприяє самоповазі, балансує між соціальною відповідальністю та самовираженням і не містить відволікаючих, руйнівних, погрозливих або образливих відволікань від навчального процесу». Поширені стигми включають показ шкіри, сосків і декольте. «Звільніть сосок» стверджує, що дівчата не повинні піддаватися сексуалізації чи поліцейським за їхню природну автономію. Оскільки деякі можуть сприймати дрес-код як щось необхідне для зміцнення традиційних гендерних норм у школі та професіоналізму в робочій силі, інші стверджують, що строгий дрес-код сприяє сексуалізації молодих дівчат і увічнює ідею про те, що жіночі тіла за своєю суттю провокаційні або відволікають. Він прагне розширити можливості дівчат і жінок, надавши їм свободу волі у виборі свого тіла та одягу.
Загалом рух «Звільніть сосок» каталізує ширші розмови про ґендер, автономію та суспільні норми, включно з тими, що стосуються дрес-кодів у різних контекстах, зокрема у школах.